# Contea di Dacheng
La contea di Dacheng (大城县S, Dàchéng XiànP) è una contea della Cina, situata nella provincia di Hebei e amministrata dalla prefettura di Langfang.